# Plagionotus arcuatus
Clyte arqué
Espèce
Plagionotus arcuatus, le Clyte arqué, est une espèce d'insectes coléoptères de la famille des Cerambycidae.

## Description

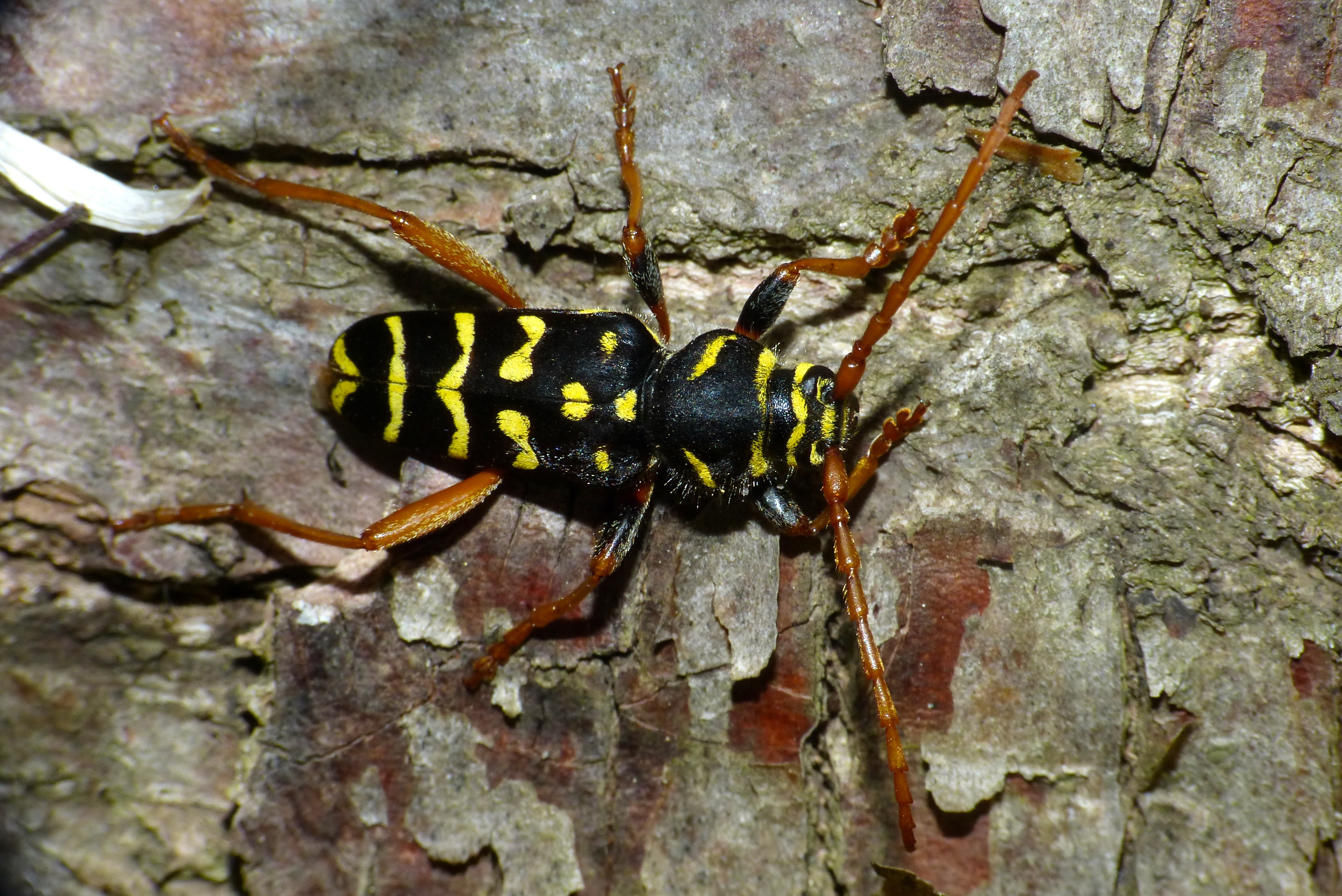
Clyte arqué (Piémont, Italie).

Long de 8 à 20 mm, ce coléoptère vif aux élytres noirs ponctués et striés de jaune, au thorax noir ponctué de jaune, possède un prothorax fortement arrondi. Ses pattes sont brun-orangé de même que ses antennes presque aussi longues que le corps (chez le mâle), les antennes sont plus réduites chez la femelle. La longueur du corps n'est pas un critère distinctif des sexes.

## Biologie

### Adulte
Après un vol vif, se pose et se déplace rapidement à la surface de bois morts (chênes et hêtres essentiellement) exposés au soleil.
Par ses mouvements, il imite le comportement de guêpes du genre Vespula (en plus des couleurs ressemblantes). Il constitue ainsi un exemple de mimétisme batésien. On peut l'observer de mai à août presque partout en France où il peut abonder localement. Existe en Belgique et au Grand-Duché de Luxembourg.

### Larve
Xylophage, elle se nourrit des mêmes essences d'arbres fraîchement coupés ou même vivants. Elle peut effectuer des dégâts assez réduits dans les bois d'œuvre, les galeries démarrant sous l'écorce et concernant l'aubier.